# Celso Athayde
Celso Athayde (Nilópolis, 27 de fevereiro de 1963) é um empresário, produtor de eventos e ativista social brasileiro, especializado em favelas e periferias.

## Biografia
Nasceu na Baixada Fluminense, onde viveu até os sete anos. Aos 16, já havia morado em três favelas, em abrigos públicos e na rua. Foi criado na favela do Sapo, na zona oeste do Rio de Janeiro. Autodidata, Celso é autor de alguns best sellers, e coautor dos livros Falcão - Mulheres e o Tráfico (2007), Falcão - Meninos do Tráfico e Cabeça de Porco, sendo os dois primeiros com o rapper MV Bill e, o último, com o sociólogo Luiz Eduardo Soares. Seu quarto livro é O Manual dos Basqueteiros, a primeira publicação de basquete de rua que se tem notícia. Sua obra mais recente é o livro Um País Chamado Favela, escrito juntamente com Renato Meirelles.
Celso Athayde é fundador da Central Única das Favelas (CUFA), a maior organização não governamental focada nas favelas do Brasil e presente em mais de 17 países; da Favela Holding, a primeira holding social que se tem notícia e do Data Favela, o instituto de pesquisa e estratégias de negócios especializado na realidade das favelas brasileiras. Sob a criação de Celso Athayde está também a Liga Internacional de Basquete de Rua (LIIBRA), evento internacional que acontece em 12 países e nos 27 estados da federação; o CineCufa, um festival de cinema internacional de produções audiovisuais realizadas por moradores de favelas; o BRADAN, festival brasileiro de breakdance, e o Rap Popular Brasileiro (RPB), festival nacional de música rap, que tem como objetivo criar um diálogo entre o rap e as músicas regionais; a Taça das Favelas, maior campeonato de futebol entre favelas do mundo, disputado em diversos estados brasileiros, que já revelou grandes nomes para o futebol nacional como o atacante Matheus Alessandro e o volante Patrick de Paula.
Durante o período de pandemia, por conta do Covid-19, em 2020, com o intuito de atenuar as dificuldades de moradores de favela, impostas pelo isolamento social, Celso criou os programas CUFA Contra o Vírus e Mães da Favela, que ajudaram milhões de moradores de favelas em mais de 5 mil favelas de todo o território nacional.
Em suas descobertas artísticas, Celso também dirigiu e produziu o documentário Falcão Meninos do Tráfico, co-dirigido por MV Bill, um filme que se tornou referência e mudou o olhar da sociedade sobre o tema educação e segurança pública. Além desses, Celso dirigiu também outros filmes como Três da Madruga, Di Menor e Soldado do Morro.
Celso Athayde cuida ainda da agenda de nomes do hip hop brasileiro, como Nega Gizza e MV Bill.
Por conta de sua atuação empresarial, Celso foi eleito o empreendedor social do ano de 2017 pela Revista Istoé Dinheiro.

## Atividades
Celso Athayde foi diretor geral do Programa Aglomerado, na TV Brasil, apresentado e editado por jovens de favelas.
Em 2010 Celso Athayde criou o blog de entrevistas chamado Porradão de 20, no qual ele convida personalidades de várias áreas.
Em 2003 , Celso Athayde e MV Bill levaram uma comissão de hip hop para um encontro com o Presidente da República, abrindo assim canais de dialogo com o planalto. Desse encontro surgiu a criação da Frente Brasileira de Hip Hop (FBHH).
Celso Athayde criou o evento de Hip hip Hutúz, que não se limitava ao Prêmio Hutúz, mas que prestigiava toda a cadeia do movimento. Contemplando  o Rap, os Dj, Graffiti, as batalhas de Break, o Basquete de Rua  e toda as outras manifestações culturais do Movimento. Hutúz, que nada tem a ver com a tribo africana , é uma expressão criada pelo próprio Celso Athayde, que significa força da favela.  O Hutúz tinha como principal objetivo permitir e incentivar o Hip Hop e se comunicar com os outros segmentos musicais e com  todos os outros atores da sociedade.
Devido à sua vasta experiência, Celso Athayde já palestrou em algumas das maiores universidades do mundo, como MIT (Massachusetts Institute of Technology) University e Harvard.
Em 2015, Celso Athayde levou mais de 100 moradores de favela para Nova York, quando aconteceu a Semana Global da CUFA em uma série de atividades da instituição na sede da Organização das Nações Unidas (ONU). Na ocasião, a CUFA ganhou três cadeiras (Habitação, Juventude e Afrodescendência) na principal organização intergovernamental do mundo e foi inaugurada a sede da CUFA Global no bairro novaiorquino do Bronx.

### Projetos
Em 2006 Celso Athayde teve a ideia de criar o Dia da Favela, festejado no dia 4 de novembro em Rio de Janeiro e que foi oficializado pela Lei municipal 4.383 de 28 de junho de 2006.

Mães da Favela
Celso Athayde lançou, em abril de 2020 (logo no início da pandemia da COVID -19 no país), o programa Mães da Favela. O objetivo era amenizar os impactos do isolamento social e econômico para milhões de mães solo moradoras de favela de todo o Brasil. O trabalho foi focado nas mães porque são as pessoas que têm maior quantidade de responsabilidade dentro de uma residência e, nas favelas, muitas são chefes de lares, estão com os filhos fora da escola e, de alguma forma, perderam os meios de sobrevivência em função da crise. O programa conta com o apoio de diversos artistas brasileiros.
No programa, é feita a distribuição de cestas básicas, físicas e digitais, nas mais de 5 mil favelas onde a CUFA tem atuação. A seleção das mães é feita pelas lideranças regionais da instituição, de acordo com a priorização por necessidade, e consolidada pela tecnologia de reconhecimento facial, que garante que o benefício seja pessoal, intransferível e que chegue a quem mais precisa. Para dar conta de atender os lugares mais remotos do país, os centros de formação da CUFA foram transformados em grandes centros de distribuição Brasil afora. 
Foram mobilizados colaboradores e voluntários em todo o território nacional para montar as cestas, a partir das doações de empresas parceiras e de pessoas físicas. Ao longo do processo, e em contato com a realidade dessas mulheres, chegou-se a conclusão que essas mães precisavam de outros itens para manter seus lares, como gás, fraldas e produtos de higiene e limpeza, por exemplo. Então, para complementar a ajuda, foram feitas parcerias e começou-se a distribuir “Vales-Mãe” para as beneficiárias do projeto. Esta etapa do projeto já atendeu 1.175.833 de famílias, em favelas de todo o Brasil.
Em setembro de 2020, o programa entra na sua etapa cibernética, o Mães da Favela On, se tornando também o maior projeto de conectividade de favelas no mundo, atendendo a 2 milhões de pessoas diretamente, levando internet gratuita para elas. 

CUFA Contra o Vírus
Programa idealizado por Celso Athayde, com o intuito de atenuar as dificuldades dos moradores de favela, durante o isolamento social, por conta da pandemia do Covid-19. Através de doações de grandes empresas e pessoas físicas, o programa arrecadou mais de 15 milhões de toneladas de alimentos e produtos de higiene, que foram distribuídas pelas lideranças e voluntários da CUFA nas mais de 5 mil favelas que a instituição tem atuação.

Taça das Favelas
A Taça das Favelas é o maior campeonato de futebol entre favelas do mundo. Começou em 2012 no Rio de Janeiro, e hoje está presente em quase todos os estados brasileiros. Só no estado do Rio são mais de 200 favelas envolvidas no projeto, mobilizando mais de 90 mil jovens moradores de favelas anualmente. Em 2019, na sua oitava edição na Cidade Maravilhosa, as grandes finais, realizada em Moça Bonita, contaram com transmissão ao vivo da Rede Globo.

Taça das Favelas São Paulo
Em 2019, Celso Athayde conseguiu levar o maior campeonato de futebol entre favelas do mundo para o maior estado do país. E, como não poderia deixar de ser, a Taça das Favelas São Paulo foi um grande sucesso em sua primeira edição. Com lançamento no Museu do Futebol, no Pacaembu, realização da maior peneira de futebol do mundo, que mobilizou mais de 40 mil jovens em todo o estado, passando pelos jogos na Vila Manchester, a competição viveu o seu ápice no dia das grandes finais que levaram mais de 30 mil pessoas no Pacaembu e tiveram transmissão ao vivo da TV Globo. Ainda durante o ano de 2019, a Taça das Favelas passou a fazer parte oficialmente do Calendário Anual da Cidade de São Paulo.
Hip Hop Comunitário
O primeiro projeto voltado para a segurança pública no Rio de Janeiro. Hip Hop comunitário  foi realizado pela Cufa, coordenado por Flávia Caetano, uma parceria com a Secretaria Nacional de Segurança e a Guarda Municipal do Rio de Janeiro. Um projeto pensando por Celso Athayde e o antropólogo Luiz Eduardo Soares.  Seu objetivo era colocar em contato direto e permanente os jovens  e os agentes de segurança pública.  Uma maneira de fazê-lo entender o ponto de vista do outro e com isso diminuir o campo e as barreiras de relacionamentos.  Os resultados foram impressionantes.  Tanto que se desdobrou num outro grande projeto chamado “ MÃO NA CABEÇA “, com policiais militares das UPPs do Rio.   Os dois projetos  foram pioneiros em seus seguimentos no estado.
Mão na Cabeça
Tinha como objetivo central testar a capacidade de interação e integração entre jovens moradores de favelas, do asfalto e policiais militares. Diminuindo assim a desconfiança natural na retomada dos territórios que sempre foi um pleito comunitário e por outro lado uma maneira de aproximar e fiscalizar a atuação dos policiais  e seus prováveis exageros.  O projeto contava além dos elementos da cultura hip hop como moderador, mas também a capoeira e o áudio-visual.  Cacá Diegues, Luis Erlanger, Rafael Dragaud, Ivana Bentes são alguns dos parceiros que ministravam aulas nesse projeto.
Estação F
Estação Favela é um projeto que começou na noite de natal de 2000.  Quando Celso Athayde e o rapper MV Bill  realizaram o primeiro evento do estado do rio feito em favelas com grandes nomes da música.  Cantaram nesta noite: Caetano Veloso, Djavan , Dudu Nobre e Cidade Negra.  Além de  MV Bill e músicos locais.  A partir do sucesso desta noite  muitos outro evento foram produzido e realizados pela CUFA, muitos deles em parceria com a Globo Rio. Entre eles: Daniel , Gilberto Gil, Preta Gil, Banda calypso, Pixote, Belo  entre outros
Viradão Esportivo
É um  evento esportivo – social criado por Celso Athayde , produzido pela Cufa que tem como parceiro a Rede Globo. Tem por objetivo incentivar as pessoas a pratica esportiva  independente da idade ou situação social.  Em um único evento 16 milhões de pessoas foram mobilizadas.
Rebelião e Arte
Trata-se de um projeto realizado  em 4 presídios de do Complexo Penitenciário de Bangu, nos mesmos moldes do Mão na Cabeça.  A diferença é que esse projeto  é  para presidiários de facções distintas.   No final do projeto eles fazem um filme juntos e uma grande intervenção de grafite.  Não se trata de um projeto de qualificação  profissional, mas de humanização e reação entre eles.
Apesar de ser um projeto criado por Celso Athayde,  Ivana Bentes e Rafael Dragaud tiveram  uma grande participação na elaboração e coordenação do projeto.

## Obras
- Cabeça de Porco;
- Falcão, Meninos do Tráfico;
- Falcão, Mulheres e o Tráfico;
- Cufa 10 Anos;
- Manual dos Basqueteiros 2008/2009 /
- Manual dos Basqueteiros 2011/2012;
- Álbum da Taça das Favelas;
- Um País Chamado Favela[30]

### Filmes
Celso Athayde  em parceria com MV Bill, produziram e dirigiram o filme (documentário) Falcão, Meninos do Tráfico.

## Prêmios e distinções
- Prêmio Darcy Ribeiro de Educação (2010);
- Prêmio Clinton Global Initatives – Latin America (2013);
- Prêmio Avante de Empresa Social do Ano, em Nova Iorque (2015);
- Prêmio Direitos Humanos, na categoria Garantia dos Direitos da Criança e do Adolescente (2016);
- Prêmio Empreendedor de Impacto Social do Ano pela IstoÉ Dinheiro e o Instituto Itaú Cultural (2017);
- Medalha de Mérito pela Câmara Legislativa de Brasília (2018);
- Moção de Aplausos da Câmara de Vereadores e Vereadoras do Rio de Janeiro (2019);
- Prêmio Caio - Evento Esportivo, Taça das Favelas (2019);
- O Homem do Ano em Responsabilidade Social - GQ Brasil (2020);
- Folha Empreendedor Social, como iniciativa de ajuda humanitária (2020);
- Heróis da Pandemia - MIAW MTV (2020);
- Money Report – Responsabilidade Social (2020);
- Trip Transformadores (2020/2021);
- Prêmio da Cultura, Governo do Estado de São Paulo (2021);
- Cariocas do Ano (2021).
- Empreendedor social do Ano em Impacto e Inovação, Fundação Schwab, Fórum Econômico Mundial em Davos (2022)